# Megaselia exsecta
Megaselia exsecta är en tvåvingeart som beskrevs av Schmitz 1957. Megaselia exsecta ingår i släktet Megaselia och familjen puckelflugor. Inga underarter finns listade i Catalogue of Life.